# اتفاق بلومبير

إيطاليا في وقت اتفاق بلومبير

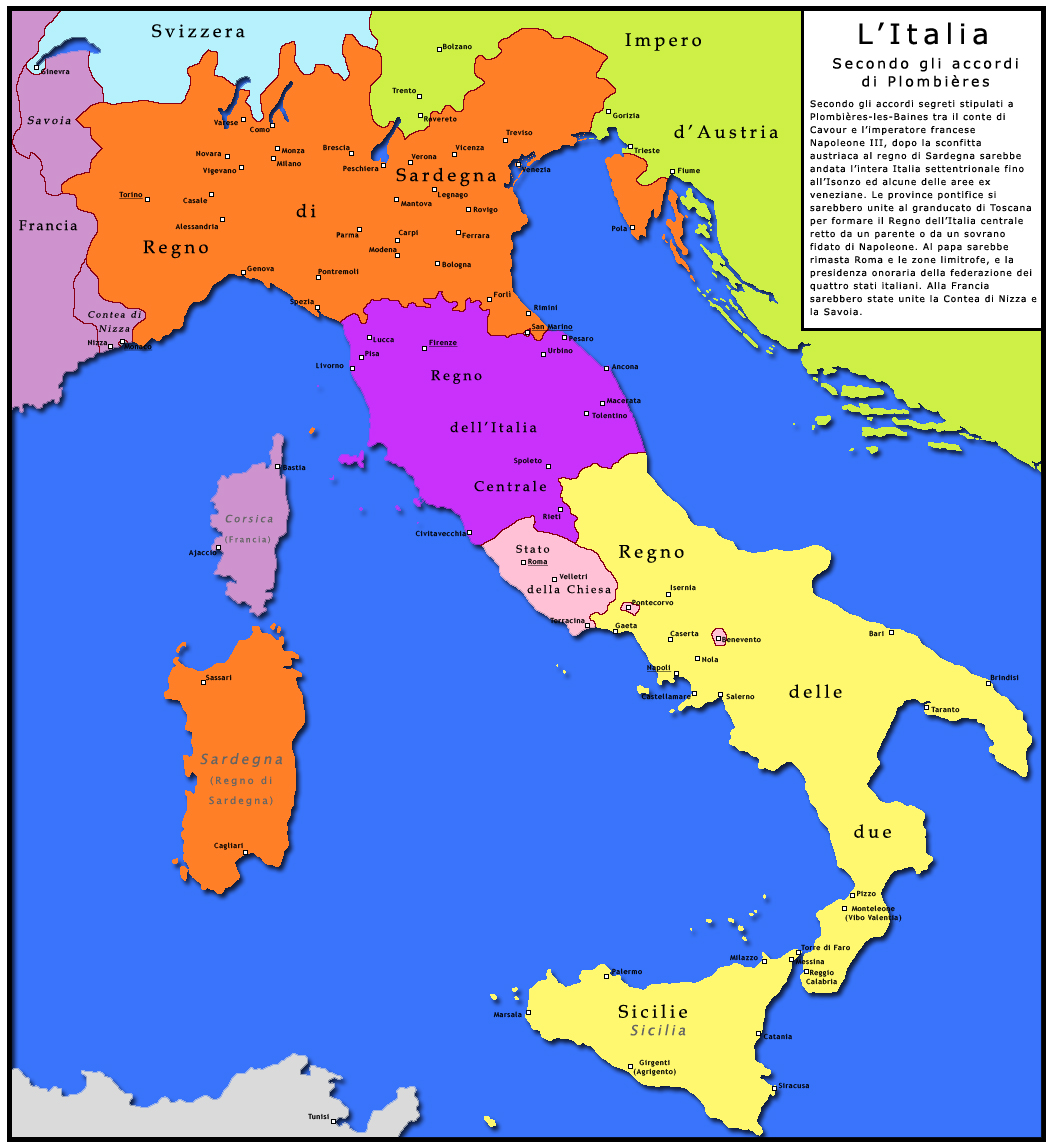
الحدود الإيطالية التي يعتقد أنها متصورة بموجب اتفاقية بلومبير

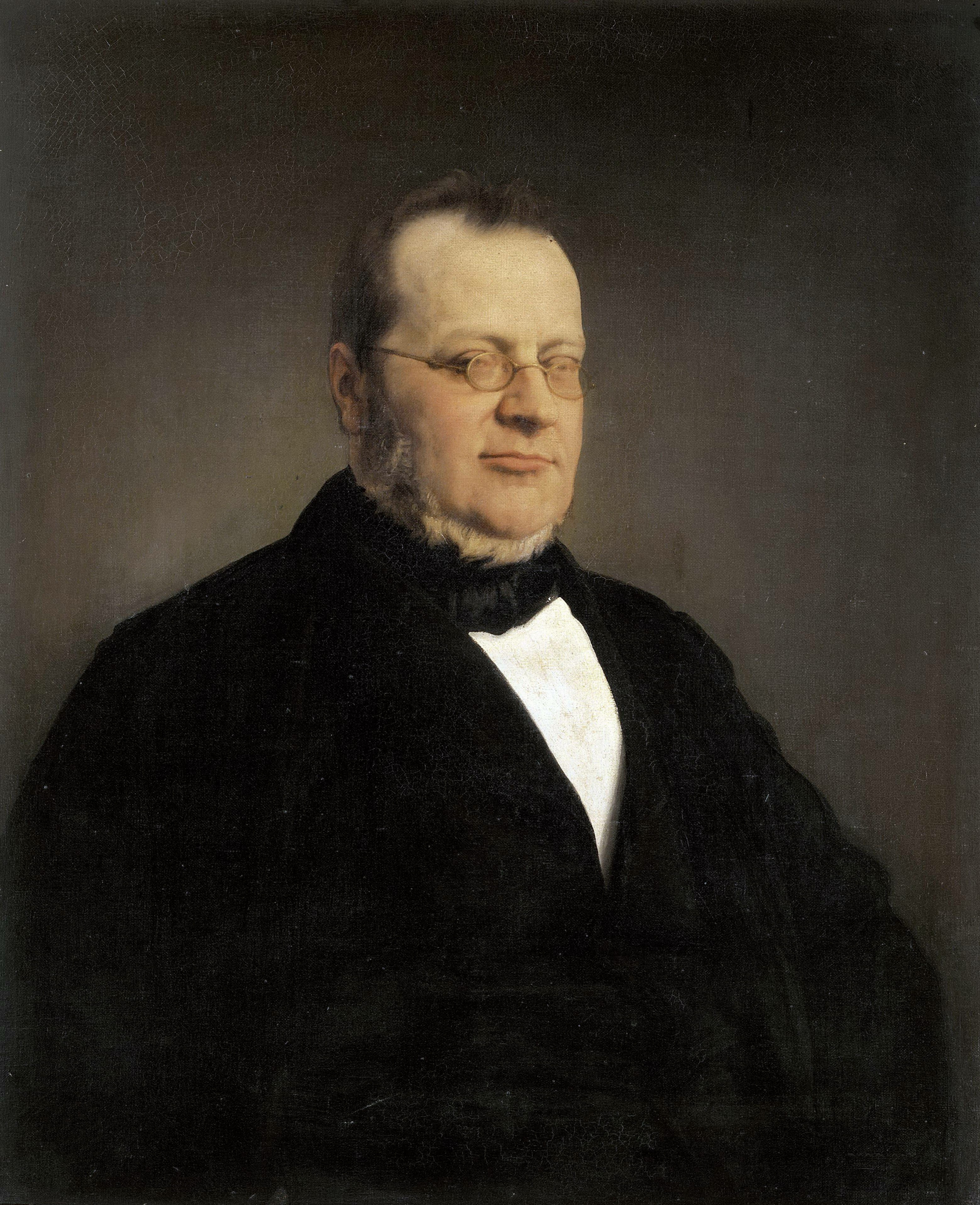
الكونت كافور في عام 1864

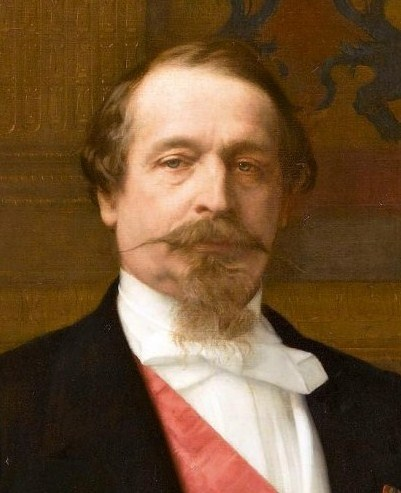
الامبراطور نابليون الثالث في عام 1865

اتفاق بلومبير ((بالإيطالية: Accordi di Plombières)‏ ، (بالفرنسية: Entrevue de Plombières)‏ في 21 يوليو 1858، كان اتفاق شفهي سري أبرم في بلومبير لي بان بين بين رئيس وزراء بييمونتي-سردينيا، كونت كافور،  والإمبراطور الفرنسي نابليون الثالث. تشير بعض المصادر القديمة للغة الإنجليزية إلى أنها معاهدة بلومبيير ، لكن معظم هذه المصادر يتجنب تعريفها بأنها «معاهدة».
لأسباب واضحة، كانت هناك نزاعات على تفاصيل ما تم الاتفاق عليه، ولكن مع تطور الأحداث خلال العامين المقبلين، كان من الواضح أن الاتفاقية قد فتحت الطريق أمام الحلف العسكري الفرنسي السرديني [alliance franco-sarde] ، المبرم في 28 يناير 1859، وبالتالي أندلاع حرب الاستقلال الإيطالية الثانية اللاحقة التي أصبحت خطوة مهمة على طريق التوحيد الإيطالي في أقل من عشر سنوات.
كان اتفاق بلومبير اتفاقًا بشأن حرب مستقبلية تحالفت فيها فرنسا وبيدمونت ضد النمسا من أجل دحر واستبعاد السلطة والنفوذ النمساويين من شبه الجزيرة الإيطالية. إيطاليا، التي لم يتلفض بها ميترنيخ، المستشار النمساوي السابق، في مناسبات مختلفة إلا باعتبارها «مجرد تعبير جغرافي»،  ستقسم إلى مجالين من النفوذ سيسيطر عليهما بييمونتي وفرنسا. مع توالي الأحداث اندلعت الحرب كما اتفق عليه في بلومبيير، إلا أن آثارها الجغرافية السياسية لم تكن بالتحديد تلك التي كانت متصورة.

## الموقف الفرنسي
كان الإمبراطور نابليون الثالث حريصًا على تسوية «المسألة الإيطالية» وإعادة النظر في إهانات مؤتمر فيينا عام 1815 . لقد كون منذ زمن بعيد وجهة نظر مفادها أن هذا يتطلب حربًا ضد النمسا. يمكن للحرب مع النمسا أن تحقق نجاحًا عسكريًا لفرنسا، معطية المجد إلى فرنسا والإذلال إلى النمسا. إن الدعم الفعال للتطلعات القومية الإيطالية من شأنه أن يضع فرنسا بقوة إلى جانب ما كان يُنظر إليه آنذاك على أنه ليبرالية تقدمية، ويتبت الركائز الثورية الخاصة بالأمة. بالنسبة لفرنسا، كان الاستقلال الإيطالي (من النمسا) والتوحيد السياسي الإيطالي شيئين مختلفين للغاية. كان التوحيد السياسي مخالفًا للمصالح الفرنسية لأنه كان سيخاطر بتقليل النفوذ الفرنسي في شبه الجزيرة الإيطالية.

## فرصة لرئيس وزراء بيدمونت-سردينيا
كان رئيس وزراء بييمونتي-سردينيا، كاميلو بينسو ، كونت كافور، مدركًا للأهداف الفرنسية وكان يبحث عن فرصة لخدمة هذه الأهداف، بينما كان في الوقت نفسه يحقق هدفه الخاص من خلال إزالة نير عبء القمع النمساوي المسلط على المواطنين الإيطاليين على قدر المستطاع.
أتاح وصول جاك أليكساندر بيكسيو إلى تورينو في أبريل من عام 1858 الفرصة لكافور. كان بيكسيو طبيبًا متقاعدًا، وتعود أصوله إلى ليغوريا، وله ذوق للسياسة وركوب المناطيد: لقد قضى حياته في فرنسا. كان بيكسيو صديقًا لكل من كافور والأمير نابليون بونابرت، ابن عم الإمبراطور الفرنسي. كان وجوده في تورينو ظاهريًا جزءًا من جولة أوروبية منفصلة، حيث زار العديد من العائلات الملكية الأوروبية من أجل العثور على زوجة مناسبة اجتماعيًا لابن عم الإمبراطور.
وكان بيكسيو أيضًا قادرًا على النقل إلى صديقه، رئيس وزراء بييمونتي اقتراحات فرنسية لتحالف الدولتين ضد النمسا. وسيتم تعزيز الاتفاقية من خلال زواج الأميرة ماريا كلوتيلد من سافوي، ابنة ملك بييمونتي، فيكتور إيمانويل الثاني، من الأمير نابليون بونابرت.
وعكس الحساسيات الدولية المعنية، تقدمت المفاوضات خارج القنوات الدبلوماسية «المعتادة». لتأكيد موافقته على الاقتراح، أرسل كافور دبلوماسيه، كوستانتينو نيجرا، إلى باريس، حيث اتصل نيجرا بصديق آخر وأحد المقربين للإمبراطور (وطبيب آخر) يدعى هنري كونو. في 9 مايو 1858، تمكن كونيو من التأكيد لنيجرا أن اقتراح التحالف يحظى بدعم كامل من الإمبراطور نفسه. جرت محادثات أخرى الآن في تورينو تشمل كونو وكافور والملك فيكتور إمانويل. في هذه المرحلة، جاء اقتراح من الإمبراطور لعقد اجتماع بينه وبين كافور في بلومبير ليه باين، وهو منتجع صحي سابق في وادي أوغرين [الإنجليزية] في الفوج، مطمئنين بعيدا عن باريس أو تورينو، وبعيدا عن الزحام تلك التالية الدبلوماسية والسياسة الدولية.

## الاجتماع
في 11 يوليو 1858، غادر كافور تورينو، مشيعا أنه متوجه إلى سويسرا. كان الملك وقائد بييمونتي العسكري، اللواء مارمورا، على علم بأن وجهته النهائية كانت بلومبيير، حيث وصل رئيس الوزراء بييمونتي بعد تسعة أيام في مساء 20 يوليو 1858.
لا يوجد مصدر ناجح للقاء نابليون الثالث. التقرير المباشر الوحيد للمناقشات يأتي من كافور. يأخذ تقرير كافور شكل رسالة كتبها إلى الملك في 24 يوليو 1858 خلال توقف ليلي في بادن بادن، بينما كان في طريقه إلى المنزل. تم نشر هذه الرسالة في عام 1883 في جريدة لا بيرسيفيرانزا ، وهي جريدة من ميلانو.
عُقد الاجتماع نفسه في 21 يوليو 1858، حيث بدأت الجلسة الأولى التي مدتها أربع ساعات في الساعة 11.00 وجلسة ثانية من الساعة 16:00 إلى الساعة 20:00. كان يوم الثلاثاء. كان المكان يعج بالحركة: جلس الرجلان معًا، بدون طاقم دعم، في عربة صغيرة تجرها الخيول أثناء قيامها بجولة بطيئة تجوب المدينة الصغيرة.

### البحث عن ذريعة للحرب
لم يرغب أي من الرجلين في التسبب في الحرب الوشيكة. لاحظ كافور أن نابليون بدأ بالقول إنه عازم على دعم بييمونتي-سردينيا بكل قوته في الحرب ضد النمسا، بشرط أن تكون الحرب غير داعمة لقضية ثورية  ويمكن تبريرها من الناحية الدبلوماسية والأهم من ذلك، تبريرها أمام الرأي العام في فرنسا وأوروبا.
اعتبر نابليون أن انتهاكات التزامات معاهدة التجارة من قبل النمسا لا تشكل أسبابًا كافية للحرب. كان هناك نقاش حول ما إذا كان وجود حامية عسكرية نمساوية في بولونيا قد يبرر الحرب ضد النمسا، لكن الإمبراطور الفرنسي كان في النهاية مترددًا في استخدام هذا كذريعة. لم تكن هناك قوات نمساوية في بولونيا فحسب، بل في روما والولايات البابوية أيضًا، مما حافظ على الوضع الراهن؛ في روما، كانت هناك أيضًا قوات فرنسية لأسباب مماثلة على نطاق واسع، وكانت هناك أوجه تشابه قريبة بين الحامية البولونية وروما بشكل غير مريح.
ثم تبين أن نابليون كان لديه اقتراح خاص به. شكلت دوقية مودينا وريجيو الصغيرة قصة من أجل ذريعة للحرب أكثر أقناعا. كان حاكمها هو فرانسيس الخامس، وهو حليف نمساوي وواحد من العديد من أحفاد الإمبراطورة النمساوية في القرن الثامن عشر ماريا تيريزا. لم يعلن فرانسيس بشكل واضح اعترافه بنابليون الثالث كإمبراطور لفرنسا بعد الاستيلاء الناجح على السلطة في بداية العقد. كان فرانسيس مودينا قد وضع نفسه عن غير قصد كأمر يمكن الاستغناء عنه في عيون نابليون. بينما كانوا يسافرون حول شوارع بلومبير، ابتكر كافور ونابليون خطة لإشهار إعلان للحماية من المواطنين المودنيين إلى ملك بييمونتي-سردينيا، والمطالبة بضم دوقية هم إلى بيدمونت-سردينيا. يبدو أن تعاون المواطنين المودينين في مثل هذا المخطط لم يكن مطلقًا موضع شك. سوف يستجيب ملك بيدمونت-سردينيا من خلال رفض النداء بلطف بسبب الشروط التي وضعت به، لكنه مع ذلك سيرسل رسالة تهديد إلى فرانسيس الخامس في مودينا. سوف يُنظر إلى البلاغ باعتباره تدخلاً في مجال النفوذ النمساوي وسيثير غضبًا في فيينا: سيكون رد النمسا استفزازيًا في المقابل. عندئذٍ ستجد بييمونتي-سردينيا نفسها ملزمة باحتلال ماسا عسكريًا، وهي مدينة ساحلية وميناءًا مهمًا ينتمي إلى دوقية مودينا، وفي ذلك الوقت كان من الممكن اندلاع حرب أوسع مع النمسا.

### الهيكل السياسي لإيطاليا
أعلن نابليون الثالث بأنه يجب إخراج النمساويين تمامًا من شبه الجزيرة الإيطالية، ووافقه كافور. انتقلت المناقشة بعد ذلك إلى الإتفاق على هيكل سياسي لشبه الجزيرة الإيطالية بعد إزالة النمسا.
- أصبحت مملكة بيدمونت-سردينيا الحالية، جنبًا إلى جنب مع وادي بو الغني بالزراعة الممتد طول الطريق إلى نهر سوكا، بالإضافة إلى الجزء الشمالي (الروماني) بأكمله من الولايات البابوية (ما يسمى بـ «المفوضيات البابوية») مملكة إيطاليا العليا («ألتا إيطاليا»)، تحت حكم بيدمونت-سردينيا (" ... sotto la guida di Vittorio Emanuele ").[9]
- تم دمج الجزء الجنوبي من الولايات البابوية، باستثناء روما ومحيطها المباشر، مع توسكانا من أجل إنشاء مملكة وسط إيطاليا (" Regno dell'Italia centrale "). سيحتاج دوق توسكانا الكبير، ليوبولد الثاني، وهو حليف نمساوي آخر وأحد حفيد ماريا تيريزا، إلى التنازل. وسيحل محله، على الأقل مؤقتًا، دوقة بارما لويز ماري من أرتوا (الفرنكوفونية في الأصل). كان لدى نابليون أسباب داخلية لإظهار الشهامة لأحد أحفاد سلالة بوربون الحاكمة السابقة: حيت الحنين للملكية التقليدية لا يزال حيا في فرنسا.
- روما ومحيطها المباشر ستظل تحت حكم البابا.
- إلى الجنوب، يجب أن تظل مملكة الصقليتين تحت سيطرة ملكها الحالي، فرديناند الثاني. إذا تم إقصاء فرديناند من السلطة، فإن الإمبراطور سيكون سعيدًا جدًا ليخلفه قريبه، وهو الأمير لوسيان مورات . (كان معروفا أن فرديناند الثاني ليس على ما يرام: سيموت في غضون عام.)

كانت هذه الدول الإيطالية الأربع قد شكلت كونفدرالية، على شاكلة الاتحاد الألماني، والتي منحت الرئاسة الفخرية للبابا.

### السعر الفرنسي
كما أفاد كافور في وقت لاحق لملكه،
«سألني الإمبراطور ما الذي ستحصل عليه فرنسا مقابل دعمها العسكري، وما إذا كانت جلالتك ستسلم سافوي ونيس إلى فرنسا. أجبت أن صاحب الجلالة أيد مبدأ القومية، الذي تضمن الاعتراف بأن سافوي، بحكم كونه متحدثًا بالفرنسية، ينبغي أن يتحد مع فرنسا .... على الرغم من أنه قد يتسبب في تعاسة لجلالتك حيت أنك تتخلي عن منطقة كانت مهدا للعائلة . أما بالنسبة إلى نيس، فقد كان الوضع مختلفًا، لأن سكان نيس كان لديهم الكثير من القواسم المشتركة مع بييمونتي مقارنة بالفرنسيين، وبالتالي فإن دمجهم في فرنسا سيكون مخالفًا تمامًا لمبادئ القومية ذاتها التي يقوم عليها الانتصار العسكري المتوقع ضد النمسا».
برم نابليون الآن شاربه وأشار إلى أن قضايا الجنسية هذه ربما لم تكن مثل هذه الأولوية في الوقت الحالي. يمكن تسوية مستقبل نيس السياسي في مناسبة أخرى. انتقل إلى الكيفية التي قد يصطف فيها التحالف خلال حرب مستقبلية. يمكن تأمين الحياد البريطاني بمساعدة دبلوماسية بيدمونت. سوف تمتنع بروسيا عن التصويت على الرغم من منظور الخصومة فيما يتعلق بالنمسا: روسيا سوف تمتنع ولو عن أي موقف مؤيد للنمسا.
فيما يتعلق بمستويات القوة للحرب، قام القائد العسكري في بييمونتي ألفونسو فيريرو لا مارمورا بوضع خطة تضم جيشًا يضم 160 ألف رجل، وفر بالتناصف بين فرنسا وبيديمون-سردينيا، وحملة عسكرية تركز على وادي بو. كان للإمبراطور خطته الخاصة، التي تضم 300000 رجل منهم 200000 من الفرنسيين، وتحدث عن حملة عسكرية تمضي مباشرة إلى فيينا.

### الزواج السلالي
بعد استراحة منتصف الظهيرة، عاد المتنافسون إلى عربتهم الصغيرة في حوالي الساعة الخامسة. التفت الإمبراطور إلى الزواج المقترح بين ابن عمه، الأمير نابليون بونابرت، مع الابنة الكبرى لفيكتور إيمانويل.
لقد تم بالفعل اطلاع كافور بالكامل من قبل ملكه على هذا الأمر. وسلط الضوء على الشائعات المؤسفة المتداولة حول شخصية الأمير نابليون بونابرت ولفت الانتباه أيضًا إلى عمر الأميرة، التي كانت في الخامسة عشرة فقط. في التقرير الذي كتبه إلى الملك بعد ثلاثة أيام من الاجتماع، كان كافور حريصًا على التأكيد على مزايا الزواج المقترح. سيتم تغيير طبيعة التحالف السياسي والعسكري في المستقبل، إذا تم إنشاؤه دون دعامة الزواج الذي كان نابليون حريصًا عليه. تقدم التحالف بدون زواج سيكون خطأً سياسياً هائلاً.
انتهى الاجتماع بمصافحة، يرافقها عبارة الإمبراطور: «ثق بي، كما أثق بك».

## الأهداف
يبدو من تقرير كافور عن الاجتماع أن نابليون الثالث قد أعد بعناية فائقة لذلك، وعلق على «اتفاق بلومبير» السري الذي نتج عن ذلك. قد تكون بييمونتي سردينيا قوة إقليمية من حيث وادي بو، لكن فرنسا كانت قوة عظمى أوروبية. ومع ذلك، كان كافور متفائلا تماما بشأن الاتفاق. وقال إن التوترات بين الأهداف المتباينة وتوقعات الأطراف واضحة. اعتقد كافور أنه من خلال السيطرة على «إيطاليا ألتا»، مملكة شمال إيطاليا، ستتمتع بييدمونت-سردينيا بالسيطرة السياسية والاقتصادية العملية على شبه الجزيرة الإيطالية بأكملها. في المقابل، كان نابليون مقتنعًا بأن فرنسا سيكون لها السيطرة على الثلثين الجنوبيين من إيطاليا، وبالتالي ستكون قادرة على ممارسة السيطرة الفعلية على بيدمونت-سردينيا. لا يمكن أن يكون كلاهما على حق.

## الآثار

### المعاهدة الفرنسية - سردينيا
المعاهدة إنشاء المعاهدة العسكرية الفرنسية السردينية [alliance franco-sarde] وتم التوقيع في 28/29 يناير 1859 في تورينو من قبل فيكتور إمانويل الثاني وفي باريس في 26 يناير 1859 ومن قبل نابليون الثالث.
لم يتم الاتفاق على كل شيء شفهياً في بلومبير قبل ستة أشهر من ظهوره في المعاهدة: لقد كان هناك صمت بشأن التفاهمات الجغرافية السياسية التي تغطي وسط وجنوب إيطاليا. على الجانب العسكري، ألزمت المعاهدة فرنسا بالتدخل إلى جانب بيدمونت سردينيا في حالة العدوان النمساوي. في حالة حدوث أي أحداث عسكرية تنتهي بإنشاء مملكة أيطاليا العليا " Alta Italia "، المملكة الإيطالية الشمالية المتصورة في بلومبير، ستكافأ فرنسا وتظم إليها سافوي ونيس.
في 30 يناير 1859 تم الاحتفال بالزواج في تورينو بين الأمير نابليون بونابرت والأميرة ماريا كلوتيلد من سافوي.

### الحرب
بعد سلسلة من المناورات العسكرية الاستفزازية من قبل بيدمونت-سردينيا بالقرب من الحدود النمساوية السردينية، وبعد أن أصبحوا على علم بالتحالف الفرنسي السارديني، أخذ النمساويون المبادرة بإصدار إنذار فيينا في 23 أبريل 1859. تطلب الإنذار النمساوي التسريح التام لجيش بييمونتي. بإخفاقها في الامتثال لهذا المطلب، أطلق البيدمونتيون إعلانًا عن الحرب من جهة النمسا، وبذلك استوفوا الشرط الفرنسي المتمثل في أن دعمهم لبيمونت - سردينيا سيكون مشروطًا بأن تكون النمسا هي المعتدية في أي حرب.
اندلعت الآن سلسلة من التمردات الإقليمية المناهضة للنمسا الخطيرة في فلورنسا ومودينا وبارما والولايات البابوية. من الواضح أن نابليون الثالث قد استنتج أن خطته السابقة لتأمين السيطرة الفرنسية على وسط وجنوب إيطاليا من خلال تحالفه مع بيدمونت-سردينيا لا يمكن تحقيقها إلا بتكلفة عسكرية واقتصادية غير مقبولة. على المستوى الشخصي، يبدو أنه شعر بالرعب الحقيقي (وبشكل علني للغاية) من المذابح الناتجة عن الحروب في زمن العصر صناعي، لا سيما في معارك ماجنتا وسولفيرينو.
لقد كان أيضًا مدركًا للمخاطر التي يتعرض لها الأمن الفرنسي من بروسيا الطموحة والانتهازية في حال أصبحت فرنسا منخرطة عسكريا أكثر من اللازم في إيطاليا. لذلك سارع إلى توقيع هدنة مع النمسا. وقع الفرنسيون والنمساويون على هدنة فيلافرانكا دون استشارة بيدمونت، مما أثار غضبًا وأعمال شغب في شوارع تورينو.
بموجب الشروط المتفق عليها في فيلافرانكا بين فرنسا والنمسا، تم نقل معظم لومباردي من النمسا إلى فرنسا. نقلت فرنسا على الفور هذه الأراضي إلى بيدمونت-سردينيا، وحصلت على سافوي ونيس في المقابل. ترك هذا الولايات الإيطالية الوسطى، ولا سيما توسكانا والولايات البابوية، ليتم إعادتها إلى سيطرة حكامها السابقين من العملاء النمساويين. ومع ذلك، فإن هذه الأراضي الإيطالية الوسطى احتلتها الآن قوات بيدمونت التي لم تبد أي حماس لفكرة استعادة الحكام الموالين لنمسا. لم يكن لدى الفرنسيين أنفسهم رغبة أو حافز لتقديم الدعم العملي أو غيره من أشكال الدعم للنمساويين من أجل هذه الاستعادة في تحد لتحالفهم مع بيدمونت. من الناحية العملية، بعد ما يسمى بحرب الاستقلال الإيطالية الثانية، احتفظ بيمونتي بالسيطرة على كل من إيطاليا العليا، المملكة الشمالية الإيطالية المتفق عليها في بلومبيريس، ووسط إيطاليا.